# Puccinia wolgensis
Puccinia wolgensis ist eine Ständerpilzart aus der Ordnung der Rostpilze (Pucciniales). Der Pilz ist ein Endoparasit verschiedener Federgräser. Symptome des Befalls durch die Art sind Rostflecken und Pusteln auf den Blattoberflächen der Wirtspflanzen. Sie ist paläarktisch verbreitet.

## Merkmale

### Makroskopische Merkmale
Puccinia wolgensis ist mit bloßem Auge nur anhand der auf der Oberfläche des Wirtes hervortretenden Sporenlager zu erkennen. Sie wachsen in Nestern, die als gelbliche bis braune Flecken und Pusteln auf den Blattoberflächen erscheinen.

### Mikroskopische Merkmale
Das Myzel von Puccinia wolgensis wächst wie bei allen Puccinia-Arten interzellulär und bildet Saugfäden, die in das Speichergewebe des Wirtes wachsen. Aecien oder Spermogonien der Art sind nicht bekannt, gleiches gilt für die Uredien des Pilzes. Seine goldenen Uredosporen sind 25–28 × 23–25 µm groß, breitellipsoid bis kugelig und fein stachelwarzig. Die blattunterseitig wachsenden Telien der Art sind braun, pulverig und früh unbedeckt. Die goldenen Teliosporen sind zweizellig, in der Regel breitellipsoid und 40–63 × 34–50 µm groß. Ihre Oberfläche ist glatt bis rau. Ihre Stiele sind farblos und mindestens 125 µm lang.

## Verbreitung
Das bekannte Verbreitungsgebiet von Puccinia wolgensis reicht von Marokko über Syrien bis nach Zentralasien.

## Ökologie
Die Wirtspflanzen von Puccinia wolgensis sind Federgräser (Stipa spp.). Der Pilz ernährt sich von den im Speichergewebe der Pflanzen vorhandenen Nährstoffen, seine Sporenlager brechen später durch die Blattoberfläche und setzen Sporen frei. Die Art verfügt über einen Entwicklungszyklus, von dem bislang lediglich Telien sowie deren Wirt bekannt sind; Uredien, Spermogonien und Aecien konnten dem Pilz nicht zugeordnet werden.